# Gert Steegmans
Gert Steegmans (Hasselt, Limburg, 30 de setembre de 1980) és un ciclista belga, ja retirat, professional del 2003 al 2015.
Bon esprintador, en el seu palmarès s'hi compten més de vint victòries, destacant per damunt de totes dues etapes del Tour de França, una en la segona etapa de l'edició del 2007 i l'altre en la 21a etapa de la del 2008.

## Palmarès
- 2001
  - 1r a la Omloop Het Volk sub-23
  - 1r a la Brussel·les-Opwijk
- 2002
  -  Campió de Bèlgica sub-23 en contrarellotge
  - Vencedor de 2 etapes a la Volta a la província de Namur
  - Vencedor d'una etapa a la Volta a Limburg amateur
- 2005
  - 1r al Nationale Sluitingsprijs
  - Vencedor d'una etapa del Tour de Picardia
- 2006
  - 1r al Circuit Franco-belga i vencedor de 2 etapes
  - Vencedor de 2 etapes de la Volta a l'Algarve
  - Vencedor d'una etapa dels Quatre dies de Dunkerque
  - Vencedor d'una etapa del Tour de Picardia
  - Vencedor d'una etapa de la Volta a Bèlgica
- 2007
  - 1r al Tour de Rijke
  - Vencedor d'una etapa al Tour de França
  - Vencedor d'una etapa de la Volta a l'Algarve
  - Vencedor d'una etapa dels Tres dies de La Panne
  - Vencedor d'una etapa dels Quatre dies de Dunkerque
- 2008
  - 1r al Trofeu Calvià
  - 1r al Memorial Rik van Steenbergen
  - 1r a la Halle-Ingooigem
  - 1r a la Batavus Prorace
  - Vencedor de 2 etapes de la París-Niça
  - Vencedor de la 21a etapa del Tour de França
  - Vencedor d'una etapa dels Quatre dies de Dunkerque
- 2009
  - 1r al Trofeu Mallorca
  - Vencedor d'una etapa de la Volta a Andalusia
- 2011
  - 1r a la Nokere Koerse

### Resultats al Tour de França
- 2006. 137è de la classificació general
- 2007. 138è de la classificació general. Vencedor d'una etapa
- 2008. 111è de la classificació general. Vencedor d'una etapa
- 2011. No surt (13a etapa)
- 2013. 153è de la classificació general

### Resultats al Giro d'Itàlia
- 2004. 131è de la classificació general
- 2013. No surt (14a etapa)

### Resultats a la Volta a Espanya
- 2005. 104è de la classificació general
- 2012. 110è de la classificació general